# Gál Rozália
Gál Rozália (Gyöngyös, 1969. október 6. –) válogatott magyar labdarúgó, csatár.

## Pályafutása

### A válogatottban
1997–98-ban két alkalommal szerepelt a válogatottban.

## Sikerei, díjai
- Magyar kupa
  - döntős: 1997

## Statisztika

### Mérkőzései a válogatottban
| Magyarország | Magyarország    | Magyarország | Magyarország        | Magyarország | Magyarország | Magyarország | Magyarország | Magyarország |
| #            | Dátum           | Helyszín     | Hazai               | Eredmény     | Vendég       | Kiírás       | Gólok        | Esemény      |
| ------------ | --------------- | ------------ | ------------------- | ------------ | ------------ | ------------ | ------------ | ------------ |
| 1.           | 1997. június 7. | Bük          | Magyarország        | 2 – 0        | Ausztria     | barátságos   | -            | 60'          |
| 2.           | 1998. május 3.  | Hrasnica     | Bosznia-Hercegovina | 0 – 9        | Magyarország | vb-selejtező | -            | 83'          |
|              | Összesen        |              |                     | 2            | mérkőzés     |              | 0            | gól          |